# トライアスロンワールドカップ
ワールドトライアスロンカップ（Triathlon World Cup）は、毎年世界各地を転戦するトライアスロンのシリーズである。ワールドトライアスロンが主催する。2008年のシリーズを最後にレース再編により世界トライアスロン選手権シリーズに移されたためレース数が減少。新生ワールドカップは世界トライアスロン選手権シリーズ（現在の世界トライアスロンシリーズ）のランキングに反映されるようになった。

## 優勝者
1991年から2008年まで
| 年   | 男子優勝                                          | 女子優勝                         |
| ---- | ------------------------------------------------- | -------------------------------- |
| 1991 | Leandro Macedo (BRA)                              | カレン・スマイヤーズ (USA)       |
| 1992 | Andrew MacMartin (CAN) · ブラッド・ビーブン (AUS) | メリッサ・マンタク (USA)         |
| 1993 | ブラッド・ビーブン (AUS)                          | ジョアン・リッチー (CAN)         |
| 1994 | ブラッド・ビーブン (AUS)                          | Jenny Rose (NZL)                 |
| 1995 | ブラッド・ビーブン (AUS)                          | エマ・カーニー (AUS)             |
| 1996 | マイルズ・スチュワート (AUS)                      | エマ・カーニー (AUS)             |
| 1997 | クリス・マコーマック (AUS)                        | エマ・カーニー (AUS)             |
| 1998 | ハミシュ・カーター (NZL)                          | ミシェリー・ジョーンズ (AUS)     |
| 1999 | アンドリュー・ジョンズ (GBR)                      | ロレッタ・ハロップ (AUS)         |
| 2000 | ドミトリー・ガーグ (KAZ)                          | ミシェリー・ジョーンズ (AUS)     |
| 2001 | クリス・ヒル (AUS)                                | シーリー・リンゼイ (USA)         |
| 2002 | Greg Bennett (AUS)                                | シーリー・リンゼイ (USA)         |
| 2003 | Greg Bennett (AUS)                                | バーバラ・リンクイスト (USA)     |
| 2004 | ドミトリー・ガーグ (KAZ)                          | Anja Dittmer (GER)               |
| 2005 | ハンター・ケンパー (USA)                          | アナベル・ラックスフォード (AUS) |
| 2006 | ハビエル・ゴメス (ESP)                            | バネッサ・フェルナンデス (POR)   |
| 2007 | ハビエル・ゴメス (ESP)                            | バネッサ・フェルナンデス (POR)   |
| 2008 | ハビエル・ゴメス (ESP)                            | サマンサ・ウォリナー (NZL)       |